# Ludwik Fleck
Pour les articles homonymes, voir Fleck.
Ludwik Fleck (son prénom est parfois écrit Ludwig) (11 juillet 1896 - 5 juin 1961) est un médecin, biologiste et sociologue polonais. Dans les années 1930, il introduit le concept de « collectif de pensée » (Denkkollektiv) qui aura une influence sur la philosophie des sciences et le constructivisme social. Cette notion qui s'applique à l'histoire des idées scientifiques est comparable au paradigme de Thomas Kuhn ou à l'épistémè de Michel Foucault.

## Biographie
Ludwik Fleck est né à Lemberg, en royaume de Galicie et de Lodomérie, en Autriche-Hongrie le 11 juillet 1896. Il étudie au lycée polonais puis à l'université de Lviv où il obtient son diplôme de médecin. En 1920, il devient l'assistant de Rudolf Weigl, spécialiste du typhus et obtient une chaire de biologie à l'université de Lviv. Il travaille de 1923 à 1935 au département de médecine interne à l'hôpital de Lviv, puis devient directeur du laboratoire de bactériologie des assurances sociales locales. À partir de 1935, il travaille dans un laboratoire de bactériologie qu'il avait lui-même fondé.
Lors de l'occupation de Lviv par les Allemands en 1941, il est déporté dans un ghetto juif, mais il continue ses recherches à l'hôpital. Il parvient à fabriquer un vaccin à partir de l'urine de ses patients atteints du typhus. Ses travaux sont découverts par l'occupant allemand et il est arrêté en décembre 1942. Il est déporté au Laokoon – une usine pharmaceutique – pour y produire un sérum. Le 7 février 1943, il est envoyé au camp de concentration d'Auschwitz où il est chargé du diagnostic de la syphilis, du typhus et d'autres affections à partir de tests sérologiques. De décembre 1943 à la libération de la Pologne le 11 avril 1944, il est détenu au camp de Buchenwald. C'est en raison de ses qualités de spécialiste du typhus, que Erwin Ding-Schuler, médecin de Buchenwald, le sélectionne en tant qu'assistant dans le but de mettre au jour un vaccin contre le typhus. Fleck se rend néanmoins compte que le médecin développe un vaccin inefficace et profite de sa position pour vacciner plusieurs détenus avec un mélange de son invention. Ludwik Fleck sauve ainsi la vie de certains détenus atteints du typhus en profitant de sa situation d'assistant auprès de Schuler. 
Il a obtenu la Croix d'officier de l'Ordre de la Renaissance de la Pologne.

## Recherches bactériologiques
De 1945 à 1952, Fleck est à la tête de l'Institut de microbiologie de l'école de médecine Maria Sklodowska-Curie de l'université de Lublin. Il devient directeur du département de microbiologie et d'immunologie à l'Institut d'État de la mère et de l'enfant de Varsovie. En 1954, il est élu à l'Académie des sciences de Pologne. Durant cette période, ses recherches se concentrent sur le comportement des leucocytes dans un organisme stressé et infecté. Entre 1946 et 1957, il publie 87 articles dans des revues polonaises, françaises, anglaises et suisses.
Atteint au cœur, il émigre en Israël où il obtient un poste à l'Institut de recherche biologique d'Israël.

## Théorie
Fleck est l'auteur d'un ouvrage principal intitulé Genèse et développement d'un fait scientifique (1935). Pour lui, la vérité en science est un idéal inatteignable (si elle n'est pas considérée comme dynamique, et évolutive) par des communautés scientifiques enfermées dans des pensées qui leur sont propres. Il estime que le développement des systèmes de représentation utilisés par les sciences n'est pas continu et unidirectionnel, et qu'il ne se fait pas seulement par l'accumulation successive de nouvelles lois, mais aussi par la suppression des anciennes. Le principe de cette approche est repris aujourd'hui par les représentants du constructivisme social.
L'un des principaux aspects de la théorie de la connaissance de Fleck est qu'elle met en avant le caractère essentiellement collectif de la recherche scientifique. Toute hypothèse, toute connaissance et toute théorie scientifique émergent, selon lui, au sein de ce qu'il appelle un « style de pensée » (Denkstil). Ce « style de pensée » correspond à l'ensemble des normes, des principes, des concepts et des valeurs propres à l'ensemble des savoirs et des croyances à une époque donnée. Ce concept peut donc être comparé à ce que l'on appelle un « style » en art ou en architecture, lequel correspond à l'ensemble des règles et des valeurs propres à une époque ou un courant artistique. La notion de « style de pensée » a souvent été comparée au paradigme chez Thomas Kuhn qui a d'ailleurs été influencé par les travaux de Fleck.
Cette notion de « style de pensée » est indissociable de celle de « collectif de pensée » qui, selon Fleck, est à l'origine des normes de pensée propres au « style de pensée ». Il s'agit d'un système clos et hiérarchisé qui prend notamment la forme de la communauté scientifique, mais qui inclut plus largement l'ensemble de la structure hiérarchique d'une société. Il y a donc chez Fleck une certaine forme de holisme selon lequel toute connaissance singulière doit être rapportée à l'ensemble des connaissances propres à une époque donnée, mais encore à l'ensemble des institutions et des pratiques propres à cette même époque.
Cette conception de la science est illustrée à travers des exemples tirés de la médecine et, en particulier, de l'histoire de la syphilis. On considère en général les maladies et les pathologies comme des faits scientifiques, c'est-à-dire comme des entités objectives qu'auraient en commun tous les patients qui en sont atteints. Or dans le cas de la syphilis, Fleck s'aperçoit que le concept de cette maladie tel qu'il s'est constitué depuis le XVe siècle est en réalité un produit culturel, chargé de toutes sortes de représentations collectives liées à la sexualité ou à la corruption du sang. Dès lors, concevoir les maladies du point de vue de leur historicité devient essentiel à l'étude de ce que l'on considère comme des faits scientifiques.

## Publications

### Ouvrage principal
- (de) Entstehung und Entwicklung einer wissenschaftlichen Tatsache? Einfürung in die Leher vom Denkstil und Denkkollektiv, B. Schwabeund Co., Verlagbuchhandlung, Basel, 1935.

### Traductions françaises
- Genèse et développement d'un fait scientifique, préface de Ilana Löwy, postface de Bruno Latour, traduit de l'allemand par Nathalie Jas, Paris, Les Belles Lettres, 2005, 322 p. (1re édition française; édition originale allemande, 1935). Ré-édition en format poche: Flammarion, 'Champs sciences' (2008)  (ISBN 978-2-0812-1483-5)
- « Observation scientifique et perception en général » (O obserwacji naukowej i postrzeganiu w ogóle, 1935), in Textes-clés d'histoire des sciences, J.-F. Braunstein (éd.), Paris, Vrin, 2008.

### Posthume
- (en) Robert S. Cohen et Thomas Schnelle (éd.), Cognition and fact. Materials on Ludwik Fleck, Dordrecht, Reidel 1986. Rassemble plusieurs articles: « Some Specific Features of the Medical Way of Thinking » (1929), « On the Crisis of 'Reality' » (1929), « Scientific Observation and Perception in general » (1935), « The Problem of Epistemology » (1936), « Problems of the Science of Science » (1946), « To Look, To See, To Know » (1947), « Crisis in Science » (non publié, 1960).
- (de) Erfahrung und Tatasache. Gesammelte Aufsätze, Suhrkamp Verlag, Frankfurt a.M., 1989.
- (de) "Denkstile und Tatsachen. Gesammelte Schriften und Zeugnisse". Hrsg. v. Sylwia Werner, Claus Zittel, Frankfurt am Main 2011, 685 p.

### Sources
- Patrice Bollon, « La science est-elle vraiment objective ? », dans Marianne, no 460, semaine du 11 au 17 février 2006, p. 74-76.
- Jean-François Braunstein, « Thomas Kuhn lecteur de Ludwik Fleck », dans Archives de philosophie, no 66, 2003.
- Claus Zittel, "Ludwik Fleck and the concept of Style in the natural sciences", in: Studies in East European Thought, 2012, Nr. 1-2, p. 53-79.